# Scilla paui
Scilla paui là một loài thực vật có hoa trong họ Măng tây. Loài này được Lacaita miêu tả khoa học đầu tiên năm 1928.